# Státní poznávací značka

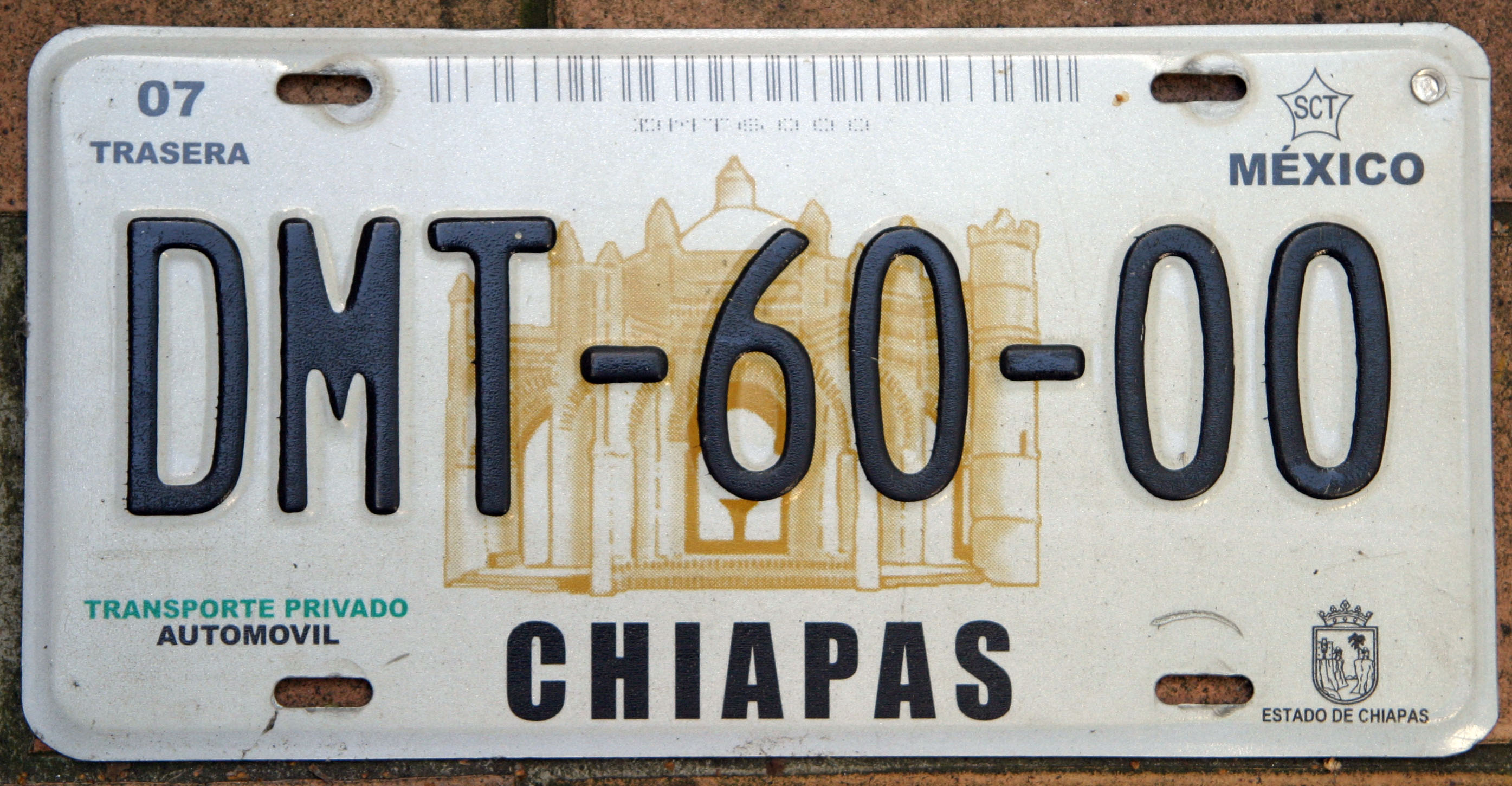
Mexická SPZ (stát Chiapas)

Státní poznávací značka (zkratka SPZ, hovorově espézetka, též rozeznávací, evidenční, rejstříková nebo policejní značka) je jednoznačné písmeno-číselné označení motorového vozidla nebo jeho přívěsu či návěsu, zaregistrovaného v určitém státu.

## Právní vymezení
Česká legislativa (zákony č. 56/2001 Sb. a 361/2000 Sb.) rozeznává státní poznávací značku (což je jedinečná kombinace písmen a číslic přidělená vozidlu) a tabulku s přidělenou státní poznávací značkou (což je plechová tabulka upevněná na vozidle), viz ustanovení § 4 zákona č. 56/2001 Sb.. Přestože definice v zákoně není jednoznačná, výkladem je možno dovodit, že (pouze) pro státní poznávací značku zákon zavedl legislativní zkratku registrační značka, kdežto plechová tabulka je nazývána "tabulka registrační značky".
V rozporu s těmito zákonnými definicemi se v § 89 odst. 6 zákona č 56/2001 Sb. nesprávně používá pojem "státní poznávací značka", když zákonodárce zjevně mínil plechovou tabulku (neboli tabulku registrační značky).
Ani státní správa nepoužívá vždy správné označení. Na webovém "Portálu občana" je zveřejněna informace o zápisu vozidla do registru s touto větou: "Na základě registrace vozidla je k danému dopravnímu prostředku vydaný takzvaný malý technický průkaz a registrační značky (tabulky se státní poznávací značkou)." Registrační značka je ovšem pouze jedna a nikomu se nevydává: stát ji přiděluje konkrétnímu vozidlu v registru vozidel. Správně by tedy citovaná věta měla znít takto: "Na základě registrace vozidla je k danému dopravnímu prostředku vydaný takzvaný malý technický průkaz a tabulky registrační značky."
Povinné registraci a označení tabulkou v ČR podléhají motorová vozidla (s výjimkou trolejbusů, které se registrují pouze podle drážního zákona a státní poznávací značka se jim nepřiděluje) a přípojná vozidla k motorovým vozidlům. 
Na Slovensku se státní poznávací značky od dubna 1997 nazývají evidenčné číslo vozidla. Plechová tabulka s evidenčním číslem vozidla se nazývá registračná tabulka.

## Charakteristika

Porovnání rozměrů poznávacích značek:
euroformát
čínský formát
švýcarský malý
americký
japonský
monacký malý

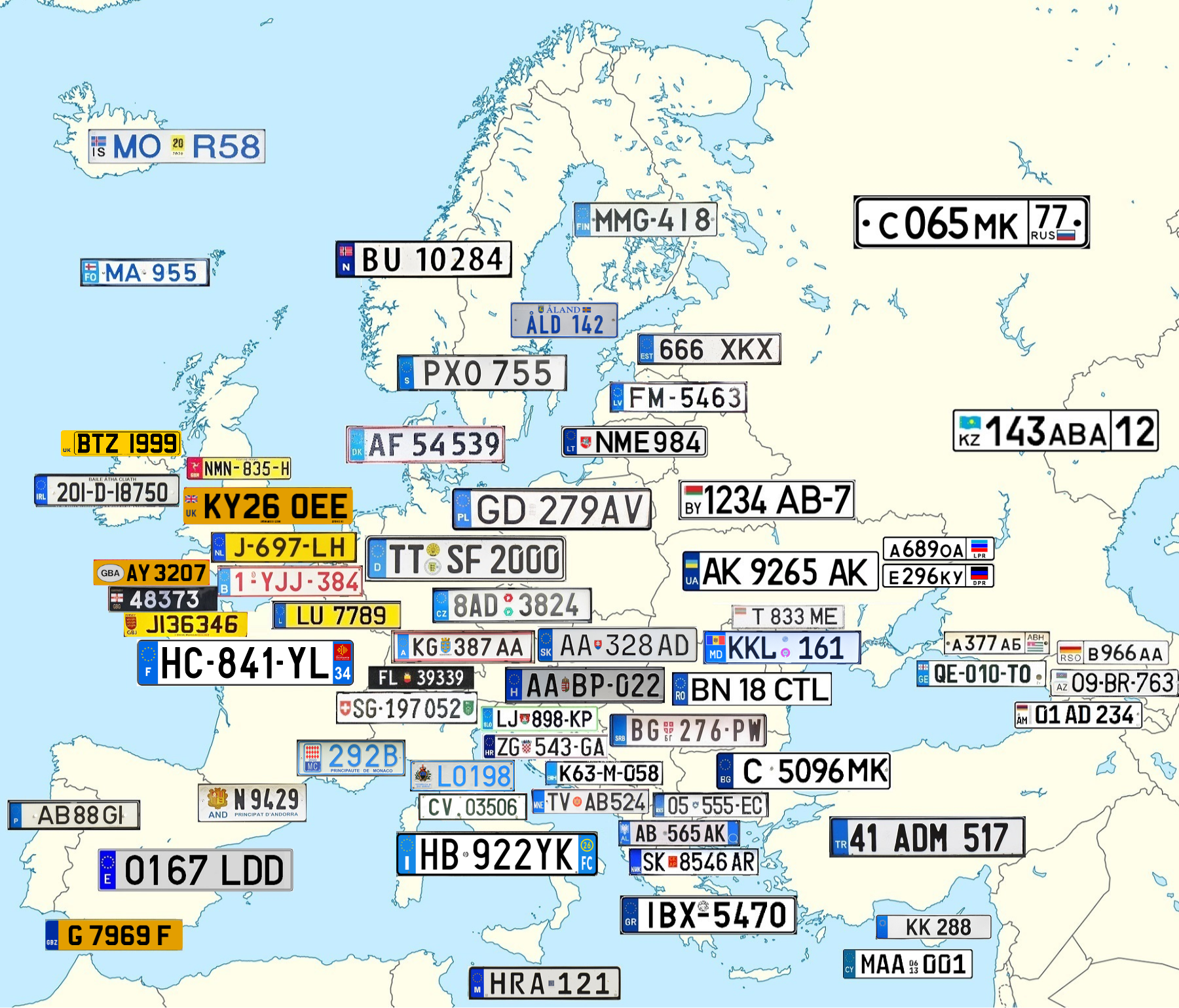
Podoby SPZ v evropských zemích

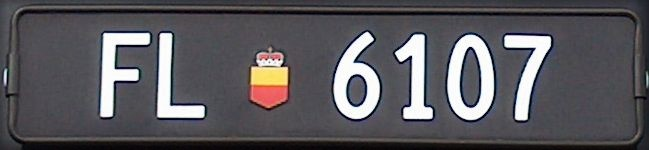
Lichtenštejnská poznávací značka, klasický formát

V některých státech lze z některých druhů státních poznávacích značek vyčíst, v jaké oblasti státu je vozidlo registrováno. Jiné země volí odlišné přístupy, jak a zda vůbec má SPZ prozrazovat místo registrace. 
Například v Itálii se od této praxe ustupuje údajně proto, že fotbalovým fanouškům z cizího města hrozilo poškození jejich vozidla domácími. Na Slovensku se od 1. března 2023 nová evidenční čísla vozidel přidělují v jednotné řadě bez rozlišení okresu.

## Druhy poznávacích značek
Tabulky s registračními značkami vozidel mohou používat k odlišení kromě čísel a písmen také různé barvy podkladu nebo barvu znaků. Tak jsou v některých zemích rozlišena například vozidla diplomatických a konzulárních úředníků, cizích státních příslušníků, testovací nebo historická vozidla, vozidla z půjčoven nebo užitková vozidla.

## Mezinárodní poznávací značka
Pro cesty do ciziny slouží ještě tzv. mezinárodní poznávací značky (MPZ).

## Historie státních poznávacích značek
Jako první na světě zavedla státní poznávací značky pro automobily Francie v roce 1893, následovalo ji Německo v roce 1896. V Nizozemsku došlo k jejich zavedení v roce 1898.

### Státní poznávací značky v českých zemích
V Rakousko–Uhersku byly státní poznávací značky pro automobily zavedeny zákonem s platností od 7. ledna 1906.
Pro jednotlivé země a nejvýznamnější města bylo přiděleno samostatné písmeno. Tak např. značky automobilů ve Vídni začínaly písmenem A, v Praze N, zbytku Čech O, na Moravě P a ve Slezsku R. Poslední tři číslice rakousko–uherských značek byly uváděny v dolní části tabulky; jednalo-li se o více než třímístné číslo, tisíce byly uvedeny v části horní. Toto rozdělení bylo zdůvodněno tím, že „by se číslo více než trojmístné za rychlé jízdy automobilu těžko četlo“.
Systém označování zemí na státních poznávacích značkách přešel i do prvorepublikového Československa, místo podle místa deponace vozidla však byla přidělována podle sídla majitele. V roce 1932 byl zaveden nový systém, podobný původnímu. Praha měla písmeno P, ČSD a Československá pošta písmeno D, jinak písmena odpovídala zemi: Č česká, M moravskoslezská, S slovenská, R podkarpatoruská. Vojenské značky byly bez písmene. Písmena H, Z a T byla určena pro zahraniční vozidla. 
V období Protektorátu byla příslušnost registrace označována písmena PA (Čechy), PB (Morava a Slezsko), PC (železnice a pošta), PD (vládní vojsko).